# Atlantis-serie
De Atlantis-serie is een literaire serie, in 1941 begonnen door de uitgever en typograaf A.A.M. Stols, te 's-Gravenhage. Onder de auteurs waren grote namen, zoals Martinus Nijhoff, P.C. Boutens en Adriaan Morriën.
Vanwege de Tweede Wereldoorlog was het in die tijd moeilijk om papier te krijgen, en vaak moest het drukken ook geheel clandestien gebeuren. Uiteindelijk werd het een serie van tien oorlogsuitgaven, uitgegeven door Stols, en gedrukt bij Boosten & Stols te Maastricht, in het lettertype Lutetia.

## Titels
1. Martinus Nijhoff, Het uur U. Gevolgd door Een idylle, Twee gedichten, 1941 [i.e. 1942]
  - 46 blz., oplage: 100 exx., ontwerp omslag: Helmut Salden[2][3]
  - tweede clandistiene herdruk: 1944, 46 blz., 1000 exx., niet uitleenbaar bij de KB
  - derde druk: 1955, gedichten afzonderlijk: Het uur U, Een idylle
2. Emile den Tex, Slagzij, 1942
  - 37 blz. oplage: 300 exx.[4][5]
3. H.W.J.M. Keuls, Rondeelen en kwatrijnen, 1941
  - 40 blz., oplage: 300 exx., band en stofomslag: Bertram Weihs[6]
4. Willem Hussem, Uitzicht op zee, 1941
  - 30 blz., letter: Lutetia, papier: 10 Hollands[7][8]
5. Adriaan Morriën, Landwind, 1942
  - 39 blz., oplage: 300 exx.[9]
6. J.W. Hofstra, Het glazen huis, 1942
  - 36 blz., oplage: 400 exx.[10]
7. Pierre H. Dubois, Het gemis, Verzen, 1942
  - 37 blz., oplage 300 exx.[11]
8. Bob Stempels, Het ouderhuis, Ingeleid door Adriaan Morriën, 1942
  - 40 blz., oplage: 500 exx.[12]
9. Sapfo, Oden en fragmenten, vertaald door P.C. Boutens. Waaraan is toegevoegd zijn Ode aan Sapfo, 1943
  - 2e druk, 38 blz., 1010 exx., in 1944 zijn nog 1000 exx. clandistien bijgedrukt[13]
  - 3e druk, 1946, 4e en 5e druk (1946?)
10. Nine van der Schaaf, Droomvaart, 1943
  - 47 blz., oplage: 400 exx.[14]

Boekenreeksen: Trajectum ad Mosam · To the happy few · Halcyon · Luchtkastelen · Helikonreeks · Orpheus · Atlantis

Tijdschriften: Halcyon · Helikon · De Vrije Bladen (18e jaargang)

Overige uitgaven: Verzamelde gedichten (J.C. Bloem) · Broeder Bernard (P.N. van Eyck) · Hartslag (Morriën) · Landwind (Morriën) · De boodschap van het Wilhelmus · Het exlibris der Nederlandse medici